# Odczynnik Dessa-Martina
Odczynnik Dessa-Martina, DMP – organiczny związek chemiczny z grupy związków jodoorganicznych typu hiperwalencyjnego. Nazwa zwyczajowa pochodzi od nazwisk dwóch amerykańskich chemików, Daniela Benjamina Dessa i Jamesa Cullena Martina, którzy otrzymali go w 1983 roku.

## Budowa
Cząsteczka DMP zawiera dwupierścieniowy układ 1,2-benzojodoksol-3(1H)-onu związany z trzema resztami octanowymi w potrójny układ bezwodnikowy. Obecność grup octanowych umożliwia rozpuszczanie związku w rozpuszczalnikach organicznych, podczas gdy wyjściowy kwas jest praktycznie nierozpuszczalny.
Cząsteczka ma budowę pseudooktaedryczną Ψ-Oc. Jej struktura została ustalona rentgenograficznie w roku 2012. Cztery bezwodnikowe atomy tlenu leżą w płaszczyźnie wokół centralnego atomu jodu, a wierzchołki oktaedru zajmuje atom węgla pierścienia benzenowego i wolna para elektronowa, która w krysztale skoordynowana jest z karbonylowym atomem tlenu sąsiedniej cząsteczki, tworząc wiązanie halogenowe.

## Otrzymywanie
Związek można otrzymać z kwasu 2-jodobenzoesowego. W pierwszym etapie utlenia się go do cyklicznego kwasu 2-jodoksybenzoesowego za pomocą nadtlenosiarczanu potasu, KHSO
5 (soli monopotasowej kwasu Caro, tzw. oksonu). Uzyskany związek poddaje się acetylowaniu. Reakcję prowadzi się np. mieszając kilkanaście godzin gęstą zawiesinę substratu w mieszaninie bezwodnika octowego i kwasu octowego. Szybkość procesu zależy od stopnia rozdrobnienia kwasu 2-jodoksybenzoesowego; można ją zwiększyć przez ogrzewanie. Reakcja przebiega znacząco szybciej, gdy prowadzi się ją z użyciem samego bezwodnika octowego w obecności katalitycznej ilości TsOH:
Po stwierdzeniu za pomocą spektroskopii NMR, że acetylowanie zaszło całkowicie, rozpuszczalniki usuwa się pod zmniejszonym ciśnieniem lub poprzez odsączenie produktu i przemycie go eterem. Produkt otrzymuje się zazwyczaj w postaci drobnokrystalicznej. W celu otrzymania większych kryształów roztwór związku odparowuje się powoli w ciągu kilku dni w strumieniu azotu.

## Zastosowanie
Służy m.in. do utleniania alkoholi – pierwszorzędowych do aldehydów, drugorzędowych do ketonów:
W porównaniu do tradycyjnych utleniaczy (np. dichromianu potasu) cechuje się krótszymi czasami reakcji, większą wydajnością i łagodniejszymi warunkami reakcji (temperatura pokojowa, pH neutralne).